# (20440) McClintock
McClintock (asteroide n.º 20440) es un asteroide del cinturón principal, a 1,9664283 UA. Posee una excentricidad de 0,1906337 y un período orbital de 1 383,21 días (3,79 años).
McClintock tiene una velocidad orbital media de 19,10848412 km/s y una inclinación orbital de 0,85659º.
Este asteroide fue descubierto el 10 de mayo de 1999 por LINEAR.